# Beaubray
Beaubray är en kommun i departementet Eure i regionen Normandie i norra Frankrike. Kommunen ligger i kantonen Conches-en-Ouche som tillhör arrondissementet Évreux. År 2022 hade Beaubray 338 invånare.

## Befolkningsutveckling
Antalet invånare i kommunen Beaubray
Referens:INSEE